# Erythrina cobanensis
Erythrina cobanensis är en ärtväxtart som beskrevs av Krukoff och Rupert Charles Barneby. Erythrina cobanensis ingår i släktet Erythrina och familjen ärtväxter. Inga underarter finns listade i Catalogue of Life.